# Kreisstadt
Une Kreisstadt est, en Allemagne, une ville (Stadt) qui est le centre politique où se trouve le siège d'un arrondissement (Landkreis ou Kreis en Rhénanie-du-Nord-Westphalie et Schleswig-Holstein). En France, elle correspond au concept de chef-lieu.